# Peter Ward (piłkarz)
Peter David Ward (ur. 27 lipca 1955 w Derby) – angielski piłkarz występujący na pozycji napastnika, reprezentant kraju.

## Kariera piłkarska
Peter Ward w młodości pracował w fabryce Rolls-Royców w Derby. Karierę piłkarską rozpoczął w 1974 roku w juniorach Burton Albion. W 1975 roku podpisał wart 4 000 funtów brytyjskich profesjonalny kontrakt z Brighton & Hove Albion, a trener z Burton Albion, Ken Gutteridge został asystentem trenera. Początkowo Ward grał w rezerwach klubu. W pierwszym zespole zadebiutował dnia 27 marca 1976 roku w zremisowanym 1:1 meczu z Hereford United, w którym Ward strzelił gola.
W sezonie 1976/1977 z 36 golami został królem strzelców Football League Third Division, dzięki czemu stał się ulubieńcem kibiców klubu. W sezonie 1978/1979 awansował z drużyną do Football League Second Division. W listopadzie 1979 roku przyjął wartą 400 000 funtów brytyjskich ofertę od Nottingham Forest, jednak trener klubu Brian Clough zmienił zdanie i wycofał się z kupna zawodnika.
W październiku 1980 roku Ward został zawodnikiem Nottingham Forest, w barwach którego rozegrał 33 mecze ligowe, w których strzelił 7 goli. W 1982 roku został wypożyczony do klubu ligi NASL – Seattle Sounders, w którym w 1982 zdobył wicemistrzostwo ligi, a także rozegrał 32 mecze ligowe, w których strzelił 18 goli, co dało mu 3.miejsce na liście strzelców ligi oraz nagrodę MVP NASL
W październiku 1982 roku wrócił w ramach wypożyczenia do Brighton & Hove Albion, w którym rozegrał 16 meczów ligowych, w których strzelił 2 gole w tym w meczu z Manchesterem United. Na sezon 1983 wrócił w ramach wypożyczenia do Seattle Sounders, w którym rozegrał 30 meczów ligowych oraz strzelił 13 goli. Po sezonie Nottingham Forest nie przedłużyło z nim umowy.
We wrześniu 1983 roku został zawodnikiem Vancouver Whitecaps, w którym w sezonie 1984 rozegrał 24 mecze ligowe, w których strzelił 16 goli. Grał także w halowej drużynie klubu. 17 października 1984 roku podpisał kontrakt z klubem ligi MISL – Cleveland Force, w którym do 1987 roku rozegrał 133 mecze ligowe, w których strzelił 89 goli. Dnia 26 czerwca 1987 roku został zawodnikiem Tacomy Stars, w którym do 1989 roku rozegrał 101 meczów ligowych, w których strzelił 80 goli. W 1989 roku został zawodnikiem klubu ligi ASL – Tampa Bay Rowdies. Dnia 6 września 1989 roku został zawodnikiem klubu ligi MISL – Wichita Wings, gdzie rozegrał 18 meczów ligowych, w których strzelił 5 goli. Dnia 22 stycznia 1990 roku wraz z Mikiem Stankovicem przeszedł do Baltimore Blast, gdzie rozegrał 22 mecze ligowe, w których strzelił 12 goli. W 1991 roku wrócił do Tampa Bay Rowdies, w którym rozegrał 14 meczów i strzelił 2 gole, a potem po raz pierwszy zakończył piłkarską karierę. W 1996 roku wznowił karierę piłkarską zostając zawodnikiem klubu ligi NPSL – Tampa Bay Terror, w którym w 1997 roku po rozegraniu 23 meczów i strzeleniu 13 goli w lidze ostatecznie zakończył piłkarską karierę.
Łącznie w lidze NASL rozegrał 86 meczów i strzelił 47 goli, w lidze MISL rozegrał 274 meczów i strzelił 186 goli.

### Kariera reprezentacyjna
Peter Ward w 1977 roku zadebiutował w reprezentacji Anglii U-21 podczas wygranego 6:0 meczu towarzyskiego z reprezentacją Norwegii, w którym strzelił hat tricka. Miesiąc później dostał powołanie do seniorskiej reprezentacji Anglii na towarzyski mecz z reprezentacją Luksemburga, jednak Ward nie zagrał w tym meczu. Jedyny mecz w reprezentacji rozegrał dnia 31 maja 1980 roku w wygranym 2:1 meczu towarzyskim z reprezentacją Australii rozegranym na Sydney Cricket Ground w Sydney. Ward wszedł na boisko w 85 minucie Alana Sunderlanda i tym samym Ward był najkrócej grającym reprezentantem Anglii do 2012, kiedy to tytuł ten przejął Martin Kelly.

## Kariera trenerska
Peter Ward w latach 2002–2005 trenował uniwersytecką drużynę Tampa Catholic High School, a w 2011 roku trenował Celtic FC Florida. Ward strzelił dwie bramki dla Yellow Team w wygranym 2:0 meczu z FC Tampa Bay podczas turnieju Celebrity Halftime Game 2011.

## Życie prywatne
Peter Ward w 2002 roku wziął ślub ze swoją drugą żoną, Jacqueline. Ma trójkę dzieci z pierwszego małżeństwa.

## Sukcesy piłkarskie

### Brighton & Hove Albion
- Awans do Football League Second Division: 1979

### Seattle Sounders
- Wicemistrzostwo NASL: 1982

### Indywidualne
- Król strzelców Football League Third Division: 1977
- MVP NASL: 1982